# 27 رمضان
- السبت
- الأحد
- الاثنين
- الثلاثاء
- الأربعاء
- الخميس
- الجمعة

- 2614 فبراير 2026
- 2715 فبراير 2026
- 2816 فبراير 2026
- 2917 فبراير 2026
- 118 فبراير 2026
- 219 فبراير 2026
- 320 فبراير 2026
- 421 فبراير 2026
- 522 فبراير 2026
- 623 فبراير 2026
- 724 فبراير 2026
- 825 فبراير 2026
- 926 فبراير 2026
- 1027 فبراير 2026
- 1128 فبراير 2026
- 121 مارس 2026
- 132 مارس 2026
- 143 مارس 2026
- 154 مارس 2026
- 165 مارس 2026
- 176 مارس 2026
- 187 مارس 2026
- 198 مارس 2026
- 209 مارس 2026
- 2110 مارس 2026
- 2211 مارس 2026
- 2312 مارس 2026
- 2413 مارس 2026
- 2514 مارس 2026
- 2615 مارس 2026
- 2716 مارس 2026
- 2817 مارس 2026
- 2918 مارس 2026
- 3019 مارس 2026
- 120 مارس 2026

27 رمضان أو 27 رمضان المُبارك أو يوم 27 \ 9 (اليوم السابع والعُشرون من الشهر التاسع) هو اليوم الثالث والستون بعد المائتين (263) من أيَّام السنة (أو الرابع والستون بعد المائتين لو كان شهر شعبان مُتممًا لليوم الثلاثين أو الخامس والستون بعد المائتين لو أتم كلاً من صفر وربيع الآخر وجمادى الآخرة وشعبان ثلاثين يوماً) وفق التقويم الهجري القمري (العربي). يبقى بعده 91 أو 92 يومًا لانتهاء السنة.

## أحداث
- 2هـ - فرض زكاة الفطر في المدينة المنورة.
- 65هـ - عبد الملك بن مروان بن الحكم الأمويّ القرشيّ يتولَّى الخلافةَ الإسلامية، بعد وفاة والده مروان بن الحكم، الذي لم يستمر في الحكم إلا عشرة أشهر وعِدَّة أيام.
- 658هـ - دخول سيف الدين قطز إلى دمشق بعد انتصاره في معركة عين جالوت.
- 986هـ - الصفويون ينتصرون على العثمانيين في معركة شماخة الثانية، ويأسرون عددًا من كبار القادة العثمانيين مثل «عادل كيراي». وقد قُتل في هذه المعركة 10 آلاف عثماني، و20 ألف صفويّ.
- 1038هـ - الانتهاء من تأليف كتاب نفح الطيب من غصن الأندلس الرطيب الذي عمل عليه المقري التلمساني، وقد قام لاحقاً بإلحاق فصول إليه أتمها في ذي الحجة سنة 1039هـ.
- 1093هـ - القائد العثماني «أوزون إبراهيم باشا» يستولي على قلعة فولك الحصينة في سلوفاكيا، إضافةً إلى 28 قلعة أخرى بالمنطقة، وقد استطاع هذا القائد تحقيق السيطرة الكاملة على سلوفاكيا.
- 1107هـ - السلطان العثماني مصطفى الثاني يقوم بحملته السلطانية الثانية على أوروبا، والتي أسفرت عن حرب شرسة مع الجيش الألماني، أسفرت عن انتصار العثمانيين. واستمرت هذه الحملة 6 أشهر.
- 1223هـ - فرق الإنكشارية العثمانية تقوم بثورة عنيفة ضد السلطان محمود الثاني بعد محاولته القضاء عليهم، الأمر الذي دفعه إلى مهادنتهم وتأجيل مشروعه القاضي بإصلاحهم أو استئصالهم بعد أن أصبحوا أهم عامل من عوامل تخلف الدولة العثمانية.
- 1237هـ - البحارة اليونانيون يتمكنون من إحراق الدونانمة العثمانية، أي الأسطول البحري العثماني، في إطار ثورة اليونانيين التي اندلعت شرارتها في المورة، ضد الحكم العثماني، وأستشهد في هذه المعركة نحو ثلاث آلاف مقاتل من البحرية العثمانية.
- 1366هـ - انفصال باكستان عن الهند، وتعيين محمد علي جناح حاكماً عليها.
- 1382هـ - القوات العربية تنسحب من الكويت بعد تسلم عبد السلام عارف حكم العراق وإعدام عبد الكريم قاسم.
- 1383هـ - الرئيس العراقي عبد السلام عارف يتفق مع الزعيم الكردي مصطفى البارزاني على وقف إطلاق النار ومنح الأكراد حكم ذاتي في شمال العراق.
- 1403هـ - افتتاح أول مصرف إسلامي في قطر تحت اسم «مصرف قطر الإسلامي» برأسمال 200 مليون ريال قطري.
- 1410هـ - توقيع الإتفاقية الخاصة بالوحدة اليمنية في صنعاء.
- 1412هـ - مجلس الأمن الدولي يصدر القرار 748، الذي تضمن عددًا من الجزاءات ضد ليبيا، مستندًا إلى الفصل السابع من ميثاق الأمم المتحدة.
- 1417هـ - زلزال في منطقة حدود تركمانستان وإيران بقوة 6.8 على مقياس ريختر يؤدي إلى وفاة 88 شخص تقريبًا وإصابة 2000 وتدمير العديد من المنازل بالجانبين.
- 1425هـ -
  - إصدار بيان من قِبل الملك عبد الله الثاني بن الحسين من الأردن، داعياً فيه إلى التسامح والوحدة في العالم الإسلامي، وقد عُرف البيان برسالة عمّان.
  - الإعلان عن أن رئيس السلطة الوطنية الفلسطينية ياسر عرفات يعاني من نزيف في الدماغ، والقيادة الفلسطينية تتحدث عن مكان دفنه في حال وفاته.
- 1430هـ - الرئيس اللبناني ميشال سليمان يعيد تكليف زعيم تيار المستقبل النائب سعد الدين الحريري بتشكيل الحكومة اللبنانية وذلك بعد تسميته من 73 نائب من نواب المجلس النيابي.
- 1433هـ - وقوع مجزرة إعزاز في سوريا.
- 1435هـ -
  - سُقوط طائرة الخُطوط الجويَّة الجزائريَّة الرحلة 5017 في صحراء مالي أثناء رحلتها من بوركينا فاسو إلى الجزائر.
  - مجلس النواب العراقي ينتخب محمد فؤاد معصوم رئيسًا لجمهورية العراق.
- 1438هـ -
  - تدمير الجامع النوري مع منارته الحدباء التاريخية خلال معارك تحرير الموصل من سيطرة داعش.
  - ملك المملكة العربية السعودية سلمان بن عبد العزيز آل سعود يعفي الأمير محمد بن نايف من جميع مناصبه ويعلن محمد بن سلمان وليًا للعهد.
- 1442هـ - مقتل 68 وإصابة 165 أغلبهم من الطالبات دون سن الثامنة عشرة في تفجيرات مدرسة طالبات في كابل بأفغانستان.

## مواليد
- 821هـ - أبو عمرو عثمان بن محمد المنصور، سلطان حفصي حكم أفريقية.
- 898هـ - عبد الوهاب الشعراني، فقيه ومحدث مصري.
- 959هـ - حسن صاحب المعالم، فقيه ومحقق شيعي.
- 1301هـ - حسن حسني عبد الوهاب، أديب ولغوي ومؤرخ تونسي.
- 1326هـ - محمد توفيق، ممثل مصري.
- 1336هـ - زكريا محيي الدين، عسكري وسياسي مصري.
- 1339هـ - خالد محمد خالد، مؤرخ إسلامي مصري.
- 1347هـ - محمد بن صالح العثيمين، رجل دين سعودي.
- 1357هـ - سعاد مكاوي، ممثلة ومغنية مصرية.
- 1374هـ - تيسير فهمي، ممثلة مصرية.
- 1385هـ - طارق العلي، ممثل كويتي.
- 1405هـ - كريم محمود عبد العزيز، ممثل مصري.
- 1407هـ - ناهد السباعي، ممثلة مصرية.
- 1412هـ - آية سماحة، ممثلة وعارضة أزياء ومخرجة مصرية.

## وفيات
- 392هـ - المنصور بن أبي عامر، حاجب الخلافة والحاكم الفعلي للخلافة الأموية في الأندلس في عهد الخليفة هشام المؤيد بالله.
- 1110هـ - محمد باقر المجلسي، عالم شيعي اثنا عشري.
- 1266هـ - إبراهيم الرياحي، عالم تونسي.
- 1329هـ - أحمد عرابي، قائد عسكري مصري وزعيم الثورة العرابية.
- 1334هـ - دانيال بليس، مبشر أمريكي ومؤسس الجامعة الأميركية في بيروت.
- 1347هـ - محمد زاهد بن عمر، عالم مسلم حجازي.
- 1373هـ - أحمد أمين، مؤرخ إسلامي مصري.
- 1386هـ - علي الإحقاقي، مرجع شيعي كويتي من أصول إيرانية آذرية.
- 1399هـ - عبد المهيمن أبو السمح، إمام وخطيب المسجد الحرام.
- 1411هـ - جميلة العلايلي، شاعرة وأديبة مصرية.
- 1433 هـ - أمينة بنت محمد الخامس، أميرة علوية من الأسرة المالكة في المغرب.

## وصلات خارجية
- صحيفة اليوم: حدث في مثل هذا اليوم.
- موقع قصة الإسلام: حدث في شهر رمضان.